# 奥田弦
奥田 弦（おくだ げん、2001年10月10日 - ）は、日本のピアニスト・作曲家・編曲家。所属事務所は合同会社KOS(ケイオーエス)。

## 来歴
埼玉県生まれ。3歳でトイピアノで遊び始め、楽譜の読み方を父に教わる。5歳のときに毛呂山町に転居すると、居間に置かれたピアノで熱心に練習するようになり、映画『アマデウス』にて、モーツァルトが5歳で作曲を始めたことを知り、自分も始める。ほぼ独習で演奏法を身につけ、さらに作曲もはじめた。6歳でビル・エバンスを聴いたのをきっかけに、もっぱらCDを聴くことを通してジャズに傾倒してゆき、オスカー・ピーターソンに憧れるようになった。その後7歳でソロ・コンサートを開き、8歳で3か月間だけピアノ教師の指導を受け、2010年から各地の会場でコンサートを開催するようになり、2011年には地元の毛呂山町のほか、川越市、兵庫県香美町でコンサートを行なった。数々のジャズ・フェスティバルにも登場。
この間、2010年6月16日に『天才てれびくん』（NHK教育）に出演、『スッキリ!!』（日本テレビ）、『世界1のSHOWタイム〜ギャラを決めるのはアナタ〜』（日本テレビ）、『中居正広の金曜日のスマたちへ』（TBS）などのテレビ番組にも出演した。
2011年12月21日に、9歳でメジャー・デビュー・アルバム『奥田弦』がリリースされた。内容は、ラグタイムやジャズのスタンダード・ナンバーなどを中心に、奥田の自作曲も収録。同年、JAZZ JAPAN AWARDを受賞。
2014年、12歳でJASRACのメンバーとなる。
2014年10月12日に『安住紳一郎の日曜天国』(TBSラジオ)にゲストとして出演。ラジオ出演にて自身のアルバム『ボナペティ！』を紹介した。
2015年、題名のない音楽会（テレビ朝日）の作曲大喜利でアドリブで作曲し優勝。
2015年11月11日　キングレコードより学校で習うクラシック曲をジャズアレンジした『奥田弦とゆかいな学校ジャズ・ピアノ』をリリース。
2016年、「SHOW ル・リアン」（春・天王洲 銀河劇場）ではテーマ曲を書き下ろしピアニストとしても出演。同年秋の京王音楽祭で『奥田弦×東京フィル Jazzy Classic』と題し東京フィルハーモニー交響楽団と共演（オーケストラと初共演）。更に東京交響楽団と奥田トリオバンド共演が話題となり、オリジナリティ溢れる演奏が新たな風としてオーケストラ等からも注目される。
2017年4月よりNHK教育「ムジカ・ピッコリーノ」アポロン5号シリーズにピアノ担当レオ役で出演。阿久悠未発表詞プロジェクト105080に参加し「いずこ～ふたたび歌を空に翔ばそう～」のBGM作曲と演奏を担当。ソロコンサート「奥田弦ジャズワールド」を全国で開催。好評の即興演奏も盛り込んだプログラムは今までにない感覚のコンサートだとして人気を得て、ジャズピアニスト国府弘子と共演するなどコラボレーションの幅も広げている。
2018年1月から、テレビ高知「イブニングKOCHI」のテーマ音楽を担当。番組テーマ・天気予報BGM曲・ジングル等全てを手掛ける。

## ディスコグラフィー

### アルバム
- 奥田弦（2011年12月21日、ポニーキャニオン）
- ボナペティ! / BON APPETIT!（2014年9月1日、キングレコード）
- 奥田弦とゆかいな学校ジャズ・ピアノ（2015年11月11日）

- たけしとブルーノート（ユニバーサルミュージック）
  - ビートたけし作曲「浅草キッド」英語カバー。歌：青山テルマ、編曲・演奏：奥田弦
- 烈車戦隊トッキュウジャー（日本コロムビア）「無限イマジネーション」ピアノ演奏・アレンジ
- シャドーライン（日本コロムビア）「ノアノアノアール」作曲・演奏

## 提供作編曲
- 「革新」
  - アイリスオーヤマLED省エネ大賞受賞CMテーマ曲
- 「start」
  - テレビ高知「イブニングKOCHI」テーマ
- 「空模様」
  - テレビ高知「イブニングKOCHI」天気予報BGM
- 「北斎」
  - 『ボストン美術館　浮世絵名品展　北斎』テーマ
- 「アジアの空」
  - BSジャパン『アジアン・タイムズ』エンディングテーマ
- 「星地図」
  - BS民放5局共同特別番組
- 『久米宏・未来への伝言～ニッポン100年物語～』エンディングテーマ
- 「ル・リアン」
  - 『SHOW　ル・リアン』テーマ
- テレビアニメ「ご注文はうさぎですか??」キャラクターソロシリーズ
  - 01 ココア(CV.佐倉綾音)「COCOATIC BAR」作曲・編曲・演奏（2018年8月15日）
  - 06 メグ(CV.村川梨衣)「あん・どぅ・とろわ」編曲（2018年10月24日）